# Morcest
Morcest románul: Morțești, falu Romániában, Erdélyben, Kolozs megyében.

## Fekvése
Mezőcsán (Ceanu Mare) mellett fekvő település.

## Története
Morcest (Morţeşti) korábban Mezőcsán (Ceanu Mare) része volt. 1956-ban vált külön településsé 124 lakossal.
1966-ban 104 román lakosa volt. 1977-ben 91 lakosából 86 román, 5 cigány volt. 1992-ben 11, 2002-ben pedig 3 román lakosa volt.